# انتخابات و همه‌پرسی آلمان (۱۹۳۸)
انتخابات پارلمانی در آلمان (به علاوه اتریش که پیش از این انتخابات به آلمان ضمیمه شده‌است) در ۱۰ آوریل ۱۹۳۸ برگزار شد. این انتخابات آخرین انتخابات رایشستاگ در دوران حکومت نازی‌ها بود و به شکل یک همه‌پرسی تک سؤالی در مورد اینکه آیا رای‌دهندگان لیست واحدی از نامزدهای حزب نازی و طرفدار نازی‌ها را برای ۸۱۳ کرسی رایشستاگ همچنین الحاق اخیر اتریش را تأیید می‌کنند یا خیر برگزار شد. مشارکت رسمی در انتخابات ۹۹٫۶ درصد بود که ۹۹٫۱ درصد در آلمان و اتریش به آن «آری» دادند. این انتخابات عمدتاً برای جلب حمایت رسمی استان جدید اوستمارک (اتریش) برگزار شد، با این حال انتخابات برای ۴۱ کرسی استان تازه به آلمان ملحق شده زودتنلند پیشتر در روز ۴ دسامبر ۱۹۳۷ برگزار شده بود. در این انتخابات، نامزدهای حزب نازی و حامیان آن ۹۷٫۳۲٪ آرا را به دست آوردند.

## نتایج

### آلمان و اتریش

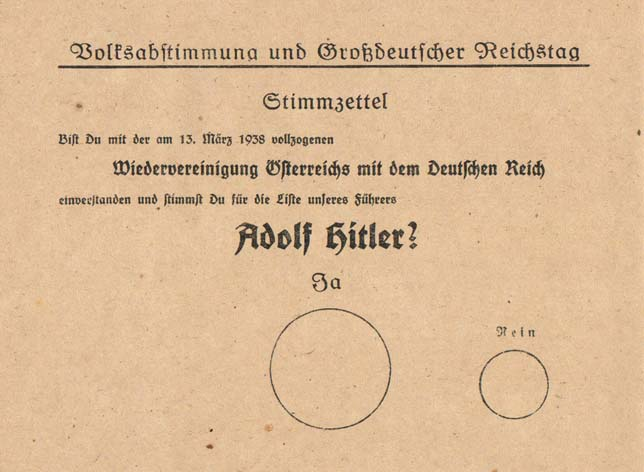
برگه رای: "آیا شما با الحاق اتریش به رایش آلمان مصوب ۱۳ مارس ۱۹۳۸ موافقید و آیا به لیست پیشوای‌مان آدولف هیتلر رای می‌دهید؟"

|                                          |                        |            |        |        |
| حزب                                      | حزب                    | آراء       | ٪      | کرسی‌ها |
|                                          | حزب نازی و حامیان      | ۴۸٬۹۰۵٬۰۰۴ | ۱۰۰٫۰۰ | –      |
| Against                                  | Against                | ۰          | ۰٫۰۰   | –      |
| کل                                       | کل                     | ۴۸٬۹۰۵٬۰۰۴ | ۱۰۰٫۰۰ | –      |
|                                          |                        |            |        |        |
| آراء معتبر                               | آراء معتبر             | ۴۸٬۹۰۵٬۰۰۴ | ۱۰۰٫۰۰ |        |
| آراء نامعتبر/سفید                        | آراء نامعتبر/سفید      | ۰          | ۰٫۰۰   |        |
| کل آراء                                  | کل آراء                | ۴۸٬۹۰۵٬۰۰۴ | ۱۰۰٫۰۰ |        |
| رأی‌دهندگان ثبت‌نام کرده                   | رأی‌دهندگان ثبت‌نام کرده |            | –      |        |
| منبع: Direct Democracy, Direct Democracy |                        |            |        |        |

### زودتنلند

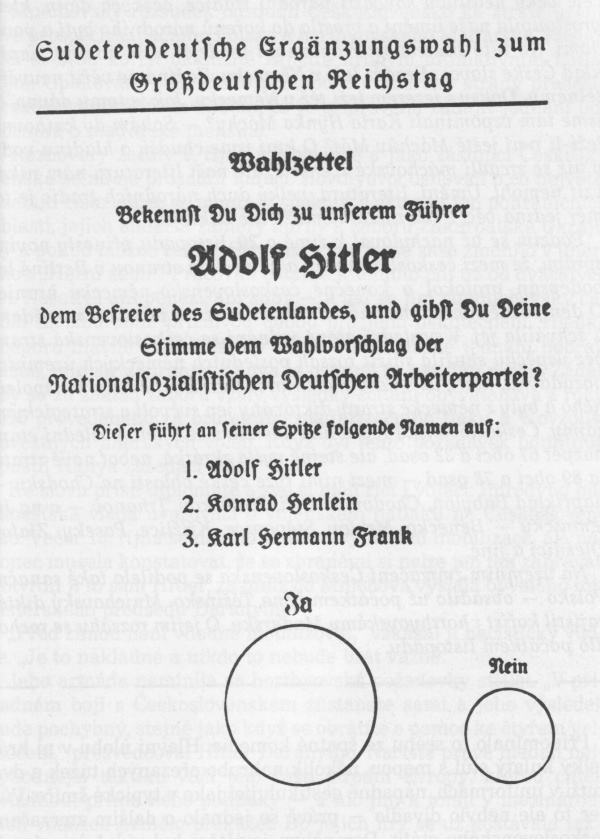
برگه رای انتخاباتی زودتنلند برای روز ۴ دسامبر ۱۹۳۷ بعد از الحاق آن به آلمان نازی.

| حزب                    | حزب                    | آراء      | ٪      | کرسی‌ها |
| ---------------------- | ---------------------- | --------- | ------ | ------ |
|                        | حزب نازی و حامیان      | ۲٬۴۶۴٬۶۸۱ | ۱۰۰٫۰۰ | –      |
| Against                | Against                | ۰         | ۰٫۰۰   | –      |
| کل                     | کل                     | ۲٬۴۶۴٬۶۸۱ | ۱۰۰٫۰۰ | –      |
|                        |                        |           |        |        |
| آراء معتبر             | آراء معتبر             | ۲٬۴۶۴٬۶۸۱ | ۱۰۰٫۰۰ |        |
| آراء نامعتبر/سفید      | آراء نامعتبر/سفید      | ۰         | ۰٫۰۰   |        |
| کل آراء                | کل آراء                | ۲٬۴۶۴٬۶۸۱ | ۱۰۰٫۰۰ |        |
| رأی‌دهندگان ثبت‌نام کرده | رأی‌دهندگان ثبت‌نام کرده |           | –      |        |
| منبع: Direct Democracy |                        |           |        |        |

## بعد از انتخابات
دوره جدید رایشستاگ بعد از این انتخابات برای اولین بار در ۳۰ ژانویه ۱۹۳۹ تشکیل جلسه داد. ریاست این جلسه را هرمان گرونینگ بر عهده داشت. این دوره از رایشستاگ در مدت قانونگذاری خود توانست تنها ۷ بار تشکیل جلسه دهد که آخرین آن ۲۶ ژوئیه ۱۹۴۲ بود. در روز ۲۵ ژانویه ۱۹۴۳ هیتلر فرمانی صادر کرد که طی آن انتخابات بعدی رایشستاگ به بعد از پایان جنگ موکول می‌شد و شروع دوره بعدی برای ۳۰ ژانویه ۱۹۴۷ برنامه‌ریزی شد که البته حکومت نازی‌ها دیگر در آن زمان وجود نداشت. این دوره از انتخابات در ضمن آخرین انتخابات آلمان متحد تا انتخابات فدرال آلمان در سال ۱۹۹۰ و اتحاد دوباره آلمان بود.